# Éva Szemcsák
Éva Szemcsák (* 24. März 1975 in Miskolc) ist eine ehemalige ungarische Biathletin.
Éva Szemcsák lebt in Miskolc. Sie startete für Miskolci Honvéd Sportegyesület und begann 1989 mit dem Biathlonsport. Sie bestritt 1993 ihre ersten Rennen im Biathlon-Weltcup und wurde in Antholz 70. eines Einzels und 76. eines Sprintrennens. Ein erster Karrierehöhepunkt wurden die Olympischen Winterspiele 1994 in Lillehammer, bei denen die Ungarin mit Anna Bozsik, Brigitta Bereczki und Beatrix Holéczy im Staffelrennen zum Einsatz kam und den 17. Platz belegte. Es war der letzte olympische Staffeleinsatz einer ungarischen Staffel bis heute. In der Saison 1994/95 erreichte sie in Lahti mit einem 44. Platz in einem Sprintrennen ihr bestes Einzelergebnis im Weltcup, in der folgenden Saison konnte sie dieses Resultat bei einem Einzel in Antholz erneut erreichen. Dazwischen trat Szemcsák 1995 in Antholz bei ihren ersten Weltmeisterschaften an und wurde 69. im Sprintrennen und mit Bozsik, Zsuzsanna Bekecs und Holéczy 18. des Staffelrennens. Ein Jahr später kamen bei den Biathlon-Weltmeisterschaften 1996 in Ruhpolding 71. Ränge in Einzel und Sprint sowie Platz 16 als Startläuferin mit Bozsik, Bernadett Dira und Bekecs im Staffelrennen. Letzte Weltmeisterschaften wurde die WM 1997 in Osrblie, bei der Szemcsák 78. des Einzels, 75. des Sprints und mit Bekecs, Kornélia Földi und Bozsik 17. im Mannschaftsrennen wurde. In Nagano konnte sie 1998 erneut bei Olympischen Winterspielen starten und kam im Einzel auf den 58. Platz. In der nacholympischen Saison kam Szemcsák bis Mitte der Saison noch mehrfach zu Weltcup-Einsätzen, danach kam sie nicht mehr zum Einsatz.

## Weltcup-Platzierungen
Die Tabelle zeigt alle Platzierungen (je nach Austragungsjahr einschließlich Olympische Spiele und Weltmeisterschaften).
- 1.–3. Platz: Anzahl der Podiumsplatzierungen
- Top 10: Anzahl der Platzierungen unter den ersten zehn (einschließlich Podium)
- Punkteränge: Anzahl der Platzierungen innerhalb der Punkteränge (einschließlich Podium und Top 10)
- Starts: Anzahl gelaufener Rennen in der jeweiligen Disziplin

| Platzierung                                        | Einzel | Sprint | Verfolgung | Massenstart | Team | Staffel | Gesamt |
| -------------------------------------------------- | ------ | ------ | ---------- | ----------- | ---- | ------- | ------ |
| 1. Platz                                           |        |        |            |             |      |         |        |
| 2. Platz                                           |        |        |            |             |      |         |        |
| 3. Platz                                           |        |        |            |             |      |         |        |
| Top 10                                             |        |        |            |             |      |         |        |
| Punkteränge                                        |        |        |            |             | 2    | 3       | 5      |
| Starts                                             | 22     | 29     | 2          |             | 2    | 3       | 58     |
| Stand: Karriereende, einschließlich WM und Olympia |        |        |            |             |      |         |        |